# Holešov (Polsko)
Holešov (polsky Goleszów, německy Golleschau) je vesnice v jižním Polsku ve Slezském vojvodství v okrese Těšín na území Těšínského Slezska. Leží ve Slezském podhůří na úpatí Slezských Beskyd v údolí mezi vrchy Jasieniowa (521 m) a Chełm (464 m).

## Historie
První písemná zmínka o Holešově pochází z roku 1223. Od roku 1290 patřil k Těšínskému knížectví. K rozvoji obce přispěl vznik železniční trati Frýdek – Těšín – Bílsko (Moravsko-slezská dráha měst) v roce 1888. O deset let později byla uvedena do provozu cementárna, která zaměstnávala podstatnou část obyvatel až do pádu komunismu. Během druhé světové války v Holešově působil jeden z pobočných táborů koncentračního tábora v Osvětimi (KZ Golleschau).

## Doprava
Holešov je regionálním železničním uzlem. Probíhá tudy trať Těšín – Bílsko-Bělá (č. 190), od níž odbočuje trať do Ustroně a Visly (č. 191). Od roku 2009 byl provoz vlaků v úseku Těšín – Holešov úplně zastaven. Od 4. září 2022 po kompletní rekonstrukci trati byla osobní doprava do Těšína obnovena. Obcí prochází také okresní silnice z Ustroně do Těšína.

## Současnost
Vesnice se skládá ze tří starostenství – Goleszów Dolny, Goleszów Górny a Goleszów Równia. Její rozloha činí 12,11 km² a ke dni 31. 3. 2014 zde žilo 4 276 obyvatel. Gmina Holešov zahrnuje také Bažanovice, Děhylov, Hodišov, polskou Horní Líštnou, Kyselov, Kozákovice, Puncov a Tisovnici.
Na svahu Jasieniowé se nachází areál dvou skokanských můstků využívaných místním klubem Olimpia Goleszów.

## Významní rodáci
- Ryszard Gabryś, polský hudební skladatel a pedagog